# ガブリエル・マルセル
ガブリエル・マルセル（Gabriel Marcel、1889年12月7日 - 1973年10月8日）は、フランスの劇作家、哲学者。キリスト教的実存主義の代表格。

## 生涯
マルセルは、パリに生まれ、父は国会議員、国立図書館館長などを歴任し、教養ある人物だったため、マルセルも音楽(作曲)や美術、演劇などに造詣が深く、それが晩年の思索の深まりと広がりに大きな影響を与えた。第一次世界大戦中にフランス赤十字の奉仕活動に参加し、行方不明兵士の調査活動に従事した経験から実存にめざめ、哲学的思索を開始した。「私は身体である」というテーゼを代表作『存在と所有』(1935年)に結晶させ、独自の身体論を展開した。
出版関係の仕事をしながら劇作家としても活動、その後いくつかの大学で哲学の教鞭をとった。1927年に著書『形而上学日記』発表。あまり熱心ではないユダヤ教徒の両親を持ち、当初は無神論者であったが、1929年にカトリックに改宗した。これは伝記作家らの解釈によれば、あまりに早すぎた両親の死を、心の中で埋め合わせする補完的な意味合いを持っていたのではないかといわれる。
アンリ・ベルクソンの影響を受けて、ジャン・ポール・サルトルに接近し、そこから実存主義との接触を持つようになった。その後、サルトルの実存概念に無神者のニュアンスを感じ取り、離反。キリスト教研究に立ち戻った。彼は、信仰を主軸としたキリスト教的な実存者としての人間を、「旅する人間」(homo viator)として捉え、当時のフランスの実存的な哲学、文学潮流の中でも異彩を放つ思想家として知られた。1948年アカデミー・フランセーズ文学大賞、1964年ドイツ書籍協会平和賞受賞。
1973年心臓麻痺により永眠。

## 思想
- マルセルは、実存を基盤に、他者論、身体論を展開し、自宅のサロンにはサルトルやレヴィナス、リクールら戦後のフランス思想を導く俊英が集まり、自由な雰囲気のもとで哲学的思索を深めた。自己の身体を思索の起源とし、他者との峻別、存在を神秘化する思想は、メルロ＝ポンティの身体論やレヴィナスの他者論の先駆となった[1]。
- マルセルの「身体論」は、自己の身体を思考の契機とし、「私は身体である」というテーゼを展開する。晩年はこれを他者論と結びつけ、死者の記憶を「私が愛しているということはあなたが死なないということだ」と表現し、存在を神秘化する思想に深めていった[1]。

## 著作
主な邦訳は『マルセル著作集』（春秋社 全9巻）に収録。以下表記は原著刊行年順。
- 1927年『形而上学日記』三嶋唯義訳、「著作集 1」春秋社 1973
- 1935年『存在と所有』
  - 『存在と所有』渡辺秀・広瀬京一郎共訳 理想社 1957
  - 『存在と所有／現存と不滅』渡辺秀・広瀬京一郎・三嶋唯義訳、後者は信太正三ほか訳、「著作集 2」春秋社 1971
  - 「存在と所有」山本信訳、「世界の名著 ヤスパース／マルセル」中央公論社 1976
- 1940年『拒絶から祈願へ』 竹下敬次・伊藤晃訳、「著作集 3」春秋社 1968
- 1945年『旅する人間』 山崎庸一郎・白井健三郎・伊藤晃訳、「著作集 4」春秋社 1968
- 1951年『存在の神秘』
  - 『存在の神秘 序説』峰島旭雄訳 理想社 1963
  - 『存在の神秘』松浪信三郎・掛下栄一郎訳、「著作集 5」春秋社 1977
- 1951年『人間、それ自らに背くもの』小島威彦・信太正三訳 創文社 1958
- 1954年『知恵の凋落』小松元訳 創文社 1958
  - 『知恵の凋落』小島威彦訳 明星大学出版部 1980
- 1955年『人間この問われるもの』小島威彦訳、「著作集 6」春秋社 1967
- 1958年『常識の衰退』
- 1959年『現前と不滅』
- 1964年『人間の尊厳』三雲夏生訳、「著作集 8」春秋社 1966

※ほかにも戯曲や演劇評論を残している。
- 『神の死と人間』伊吹武彦等訳 小島威彦編 中央公論社 1958
- 『技術時代における聖なるもの』「マルセル著作集 別巻」春秋社 1966
日本印象記[2]・科学と知恵・マリー・ノエル(福井芳男訳) 、状況と真理(松浪信三郎訳) 、精神の勇気(安井源治訳) 、技術時代における聖なるもの・形而上学における大胆さ・人生における実存的成熟(渡辺義愛訳) 、現代における哲学者の責任(山本信訳) 、哲学者と平和(今道友信訳) 、対談(小林秀雄と、福井芳男訳) 、存在論的秘義の提起とそれへの具体的な接近(三雲夏生訳)
- 『戯曲・毒ばり、戯曲・密使 / 演劇の時間』渡辺義愛・岩瀬孝(後者)訳、「著作集 7」春秋社 1970
- 『現代キリスト教思想叢書 7　ベンジャーエフ/マルセル』白水社 1974
悲劇的な知恵とその彼岸のために(抄)、哲学的遺書(西谷裕作訳)
- 『道程 いかなる目覚めへの?』服部英二訳 理想社 1976
- 『《対話》マルセルとリクール』三嶋唯義訳 行路社 1979
- 『マルセルにおける人間の研究』小島威彦編訳 明星大学出版部 1980
- 『稜線の路』古川正樹訳 幻戯書房〈ルリユール叢書〉2023
- 『渇き』古川正樹訳 幻戯書房〈ルリユール叢書〉2025